# Pont I-35W del riu Mississipí
El Pont I-35W era un pont d'arc metàl·lic situat a la ciutat de Minneapolis, Minnesota als Estats Units, que permetia a l'autopista Interestatal 35W creuar sobre el Riu Mississipi.
Es trobava localitzat en el Comtat de Hennepin, en la zona metropolitana de Minneapolis-Saint Paul. Connectava el centre de la ciutat amb els voltants del campus de la Universitat de Minnesota.
El pont va ser construït el 1967 pel departament de Transports de Minnesota. L'1 d'agost de 2007 es va esfondrar sobre el riu i les seves riberes durant l'hora de major trànsit, llançant vehicles a les aigües i provocant morts i ferits.

## El pont

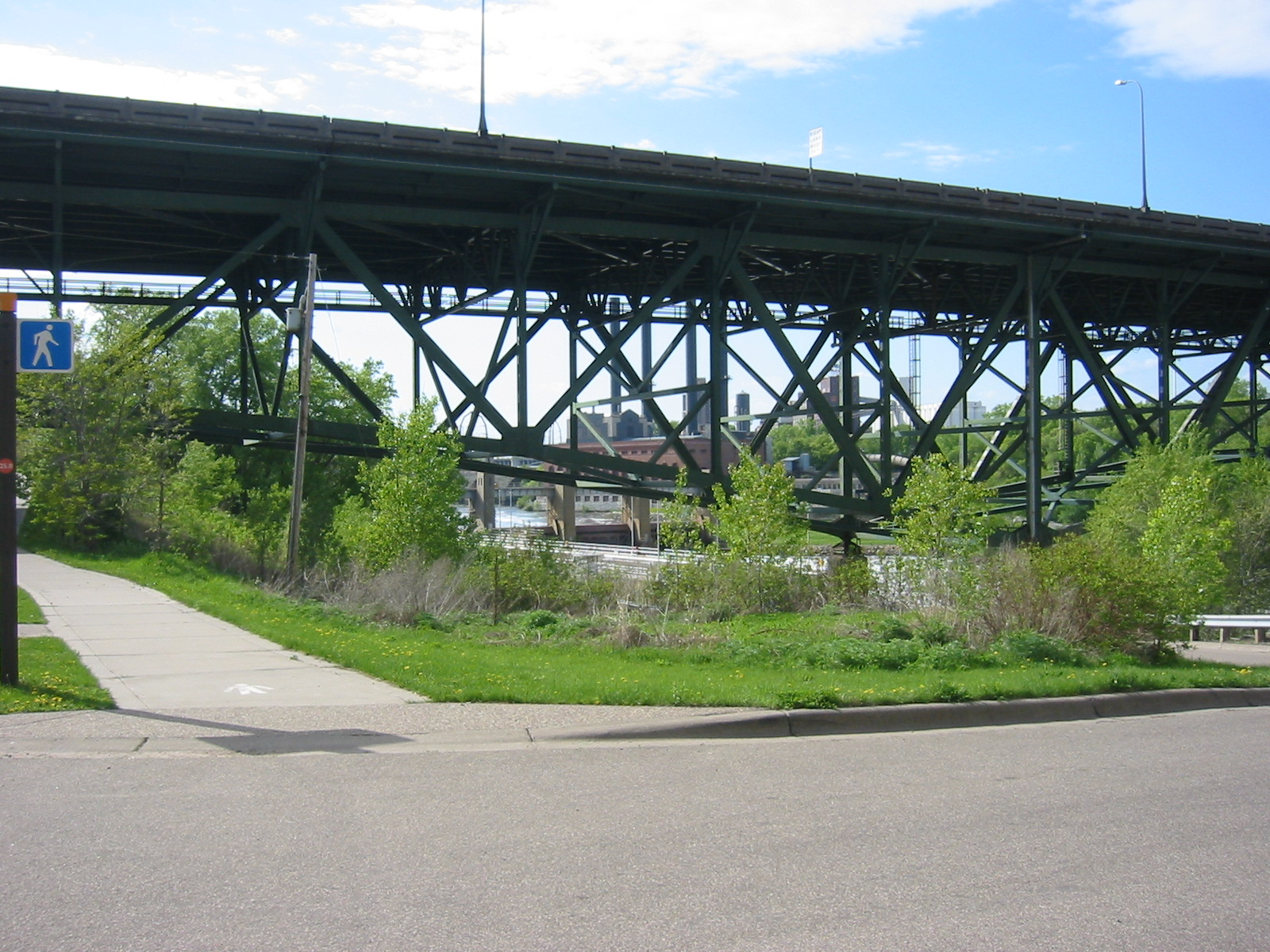
Vista de l'estructura del pont

El pont I-35W tenia la particularitat que no se sostenia per columnes assentades a l'aigua, sinó que els seus suports principals eren pilars de formigó cilíndrics fonamentats en les ribes del riu. La major part del pont estava sostinguda per un únic arc d'acer de 160 metres de longitud i creuava el riu a una altura de 30 m; just uns metres riu amunt hi havia dues sèries de comportes d'una presa reguladora de les seves aigües. El pont era un dels més transitats de l'àrea metropolitana i un important enllaç per a l'autopista 35W, segons el Departament de Transport de Minnesota. Uns 141.000 vehicles l'autoritzaven diàriament a través de vuit carrils de circulació, quatre per a cada sentit.
A causa del clima de la zona, amb hiverns molt freds, des del 1999 el pont tenia instal·lat un sistema especial per a evitar que la seva superfície es congelés; quan els sensors detectaven temperatures que poguessin causar la congelació, s'escampava en la superfície acetat de potassi, material que evita que es formi gel sobre les superfícies de rodament. Un sistema similar es troba en funcionament en el Pont de Brooklyn a la ciutat de Nova York.

## Esfondrament

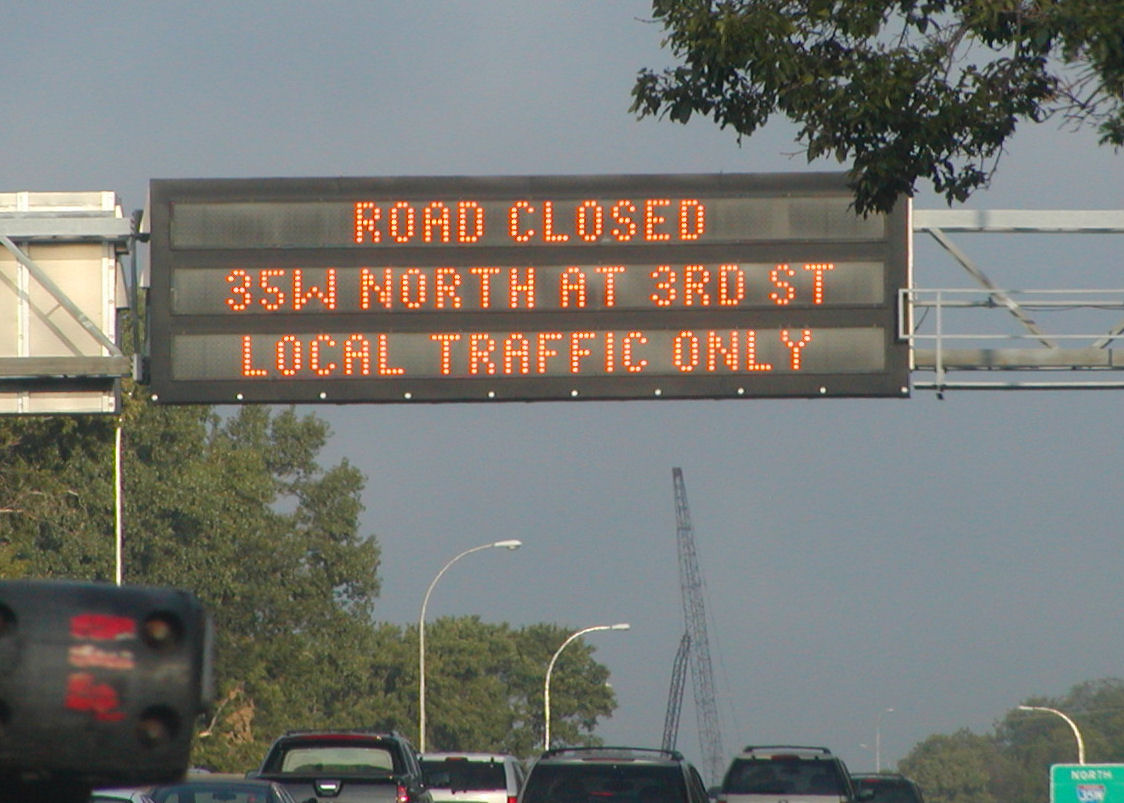
Senyal de tancament a l'Interestatal 35W

El dimecres 1 d'agost de 2007 a les 6:05 PM CDT el pont es va esfondrar en l'hora punta del trànsit, causant que 50 o més vehicles i treballadors de la construcció caiguessin a les aigües del riu. Molts altres vehicles es van veure afectats en col·lidir entre ells o amb les planxes de formigó esfondrades; alguns es van incendiar. L'esfondrament també va esclafar un ferrocarril de càrrega que circulava per sota, aixafant-hi diversos vagons, però sense ferits.
Des de setmanes abans a l'accident, el pont al pont s'hi feien tasques de manteniment, que havien reduït a dos els carrils de circulació de cada sentit, i fins i tot s'havia anunciat que un carril més seria tancat per a continuar amb les labors de manteniment.
Com a resultat de l'esfondrament, s'han confirmat almenys set persones mortes i un nombre indeterminat de ferits i desapareguts, fluctuant les xifres segons les fonts consultades. La naturalesa de l'esfondrament va permetre que un sector de la calçada que va caure al riu romangués fora de l'aigua, i amb ella diversos vehicles. Un dels vehicles que major atenció va captar va ser un autobús escolar que va quedar pengi-penjam de l'estructura. Portava seixanta nens amb edats que fluctuaven entre els quatre i els catorze anys, i van poder ser evacuats sense conseqüències greus.
Les causes de l'esfondrament romanen sense aclarir, no obstant això alguns testimonis van reportar la presència d'orificis en la superfície del pont, portats a terme pel personal que treballava en les obres de manteniment.

## Galeria

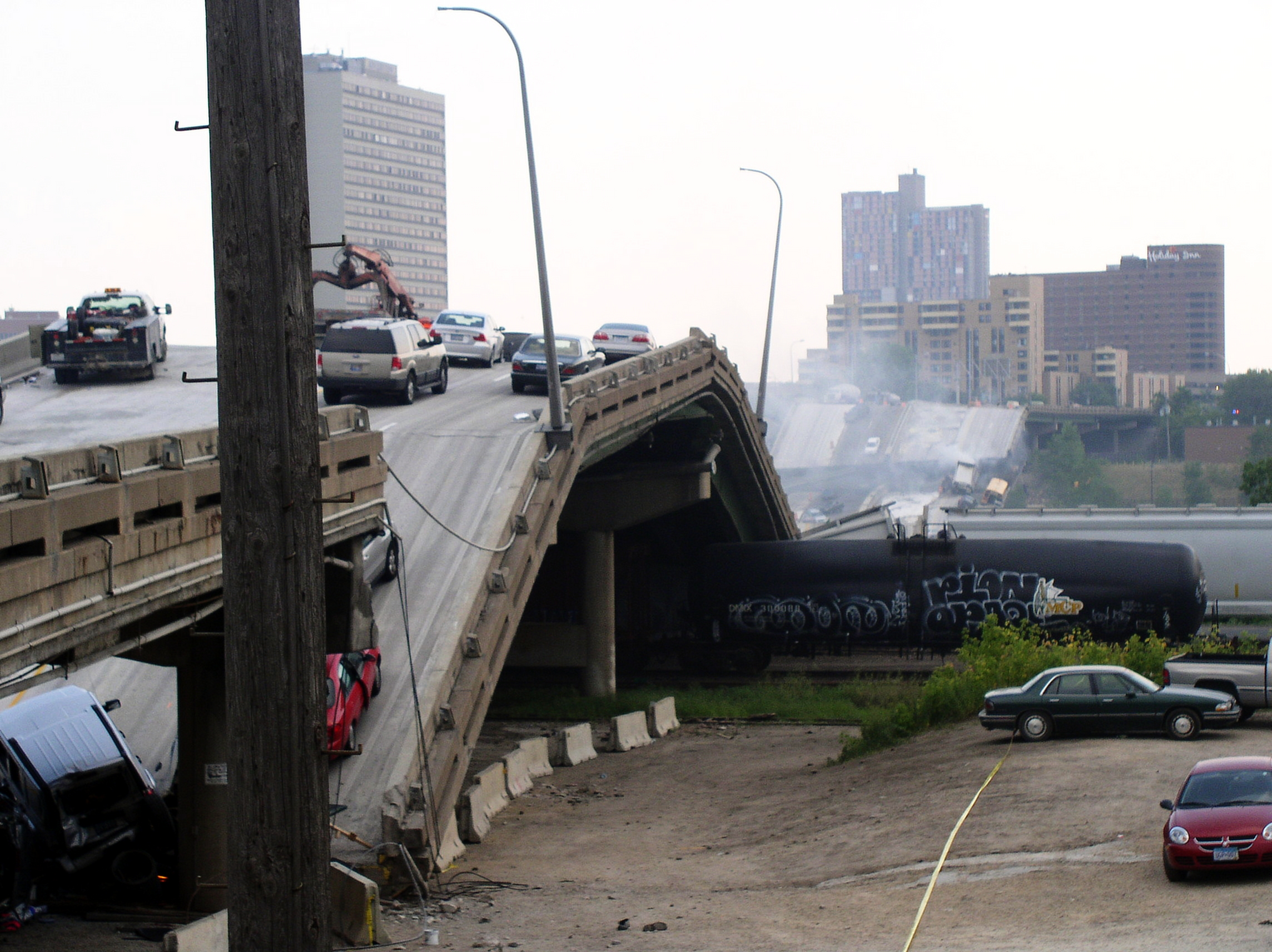
El pont caigut
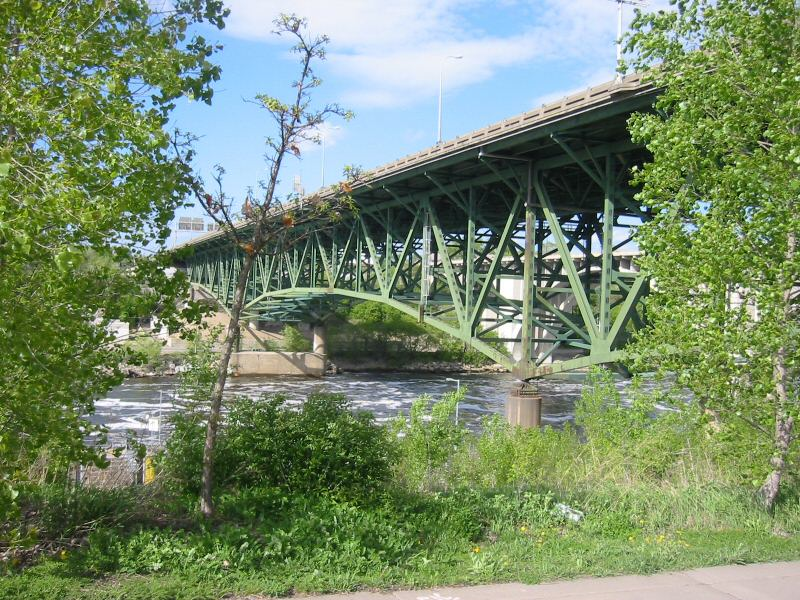
El pont I-35W al maig del 2006.
Plànol del pont